# バート・パークス
バート・パークス（Bert Parks、1914年12月30日 - 1992年2月2日）は、アメリカの俳優、歌手。

## 生涯
ジョージア州アトランタ出身。1954年から1979年までミス・アメリカの司会を長年にわたって務め、またクイズ番組などでも司会を務めた。彼はバート・パークス・ショー（1950年）というトーク番組でも司会を務めた。
1990年にはミス・アメリカ70周年記念大会にゲストとして招かれ、これがミス・アメリカ最後の出演となった。1992年2月2日に肺癌のため死去。
死後、彼の銅像がアトランティックシティのボードウォーク・ホールに飾っている。